# 1138

## Narození
- ? – Kazimír II., polský kníže-senior, kníže sandoměřský, mazovský, kališský a hnězdenský, z rodu Piastovců († 5. května 1194)
- ? – Tankred Sicilský, sicilský král († 20. února 1194)
- ? – Saladin, zakladatel dynastie Ajjúbovců, která vládla v Egyptě a Sýrii († 4. března 1193)

## Úmrtí
- 25. leden – Anaklet II., protipapež (* ok. 1090)
- 8. březen – Adéla z Blois, dcera anglického krále Viléma I. Dobyvatele, sňatkem hraběnka a regentka z Blois, Chartres a Meux (* mezi 1060–1067)
- 28. října – Boleslav III., polský kníže, znovusjednotitel státu, poslední piastovský panovník (* 1085)

## Hlavy států
- České knížectví – Soběslav I.
- Svatá říše římská – Konrád III.
- Papež – Inocenc II. (protipapežové: Anaklet II. – Viktor IV.)
- Anglické království – Štěpán III. z Blois
- Francouzské království – Ludvík VII.
- Polské knížectví – Boleslav III. Křivoústý – Vladislav II. Vyhnanec
- Uherské království – Béla II. Uherský
- Kastilské království – Alfonso VII. Kastilský
- Rakouské markrabství – Leopold IV. Babenberský
- Byzantská říše – Jan II. Komnenos